# Стетинн
Стетинн (норв. Stetinden) — самая высокая гора норвежской коммуны Тюсфьорд (по другим данным, существует ряд более высоких гор у границы со Швецией). Расположена в 15 км к северо-востоку от деревни Хьёпсвик.

## Гора и человек
Вершина известна в Норвегии, представляет собой высокий природный гранитный обелиск высотой 1 392 м, возвышающийся прямо из фьорда. В Норвегии её называют gudenes ambolt, что в переводе означает «наковальня богов», частично потому, что форма вершины представляет собой плато. Она была выбрана национальной горой Норвегии осенью 2002 года.

## Восхождения
После многих лет неудачных попыток, покорена летом 1910 года. В 1963 на Стенинн впервые взошли зимой, а в 1966 — используя более сложный маршрут через западную стену.
Известный британский альпинист Вильямс Слингсби (англ. William C. Slingsby) описал её как самую уродливую гору из тех, которые он когда-либо видел (он не достиг вершины горы).